# ناشيونال جيوغرافيك وايلد
ناشيونال جيوغرافيك وايلد (بالإنجليزية: Nat Geo Wild) وتختصر NGW هي شبكة تلفزيونية مدفوعة عالمية مملوكة لشركة ناشيونال جيوغرافيك بارتنرز، وهي مشروع مشترك بين شركة والت ديزني (73%) ومنظمة ناشيونال جيوغرافيك (27%). تركز القناة بشكل أساسي على البرامج الواقعية للحياة البرية والتاريخ الطبيعي. وهي قناة شقيقة لتلفزيون ناشيونال جيوغرافيك.
تم إطلاق القناة لأول مرة في هونغ كونغ في 1 يناير 2006. ولاحقًا في المملكة المتحدة وتركيا وأيرلندا ورومانيا والهند وفيتنام وبولندا لتحل محل قناة أدفتنشر وان . أصبحت القناة أول قناة وثائقية ثنائية اللغة في العالم، وهي متاحة باللغتين الإنجليزية والكانتونية في هونغ كونغ بالإضافة إلى التاغالوغية في الفلبين. تم إطلاقها في أمريكا اللاتينية في 1 نوفمبر 2009 كقناة عالية الوضوح . وفي عام 2010 أطلقت في الولايات المتحدة.

## التوفر

### أفريقيا
تم إطلاق القناة في جنوب أفريقيا في عام 2009، وهي متاحة على الأقمار الصناعية عبر شبكة DStv .
هي متاحة على Zuku TV على القناة 416.
تم إطلاق نات جيو وايلد على Azam TV مع ناشيونال جيوغرافيك
في يوليو 2021، تم استبدال نات جيو وايلد بـ أنيمال بلانت على Zuku TV 

### جنوب شرق آسيا
في سنغافورة، يتم بث القناة عبر خدمات الاشتراك في StarHub TV . قامت Astro وUnifi TV بنقل القناة في ماليزيا مع تبث بأربع لغات. برامجها باللغة الفلبينية (التاغالوغية) في الفلبين،. تم بث العروض المختارة أيضًا على قناة Fox Filipino (لم تعد موجودة الآن).
في يوم الأحد 1 أكتوبر 2023 الساعة 3:00 صباحًا بتوقيت هونج كونج ، أوقفت القناة بثها مع National Geographic رسميًا في جنوب شرق آسيا، مع انتقال برمجتها إلى ديزني + وهوتستار+ .

### شرق اسيا
في هونغ كونغ ، يتم بث القناة عبر خدمة Now TV . أطلقت في كوريا الجنوبية في 16 أبريل 2009.
في اليابان، تم إطلاق القناة في 10 يناير 2011 وتم بثها على Sky PerfecTV! . تم إغلاق القناة في 31 يناير 2021 بعد الإطلاق الناجح لـ ديزني+ هناك.
تم إغلاق الشبكة في منتصف ليل بتوقيت هونج كونج يوم 30 سبتمبر 2023.

### الشرق الأوسط وشمال أفريقيا
تبث كل من OSN وbeIN القناة للمشاهدين في الشرق الأوسط وشمال أفريقيا . وتم إطلاق القناة في إسرائيل في 23 يوليو 2008.

### أستراليا
تم إطلاق القناة في أستراليا في 15 نوفمبر 2009 على أوستار وفوكستل .
في  نوفمبر 2010 تم إطلاق نسخة عالية الوضوح على Foxtel و كان من المتوقع إطلاق البث عالي الدقة على Austar في أواخر عام 2010 وأوائل عام 2011، إلا أن القناة لم يتم إطلاقها حتى 1 يوليو 2012.
في 1 فبراير 2015، تم إطلاق القناة على خدمة Fetch TV الأسترالية IPTV .
توقف البث رسميًا في أستراليا ونيوزيلندا في 1 أبريل 2023

### كندا
تم إطلاق النسخة الكندية من القناة في 7 مايو 2012. على غرار قناة ناشيونال جيوغرافيك ، هذه القناة مملوكة بواسطة شركة Corus Entertainment .

### الهند
تم إطلاق القناة في الهند في 31 يوليو 2009. وفي عام 2013، تم إبثها بمسار صوتي هندي على القناة. تضم 4 مسارات صوتية باللغات الإنجليزية والتيلجو والهندية والتاميلية . اعتبارًا من 1 أكتوبر 2023، أصبحت القناة الهندية هي الوحيدة المتبقية في آسيا.

### أوروبا

#### البث في جميع أنحاء أوروبا
أطلقت في 1 مارس 2007 في أوروبا،  وتصل إلى 10.5 مليون منزل في المملكة المتحدة.

#### فرنسا
تم إطلاق النسخة الفرنسية في 9 سبتمبر 2008.و|أصبحة عالية الدقة في 8 نوفمبر 2011. وهي متوفرة في فرنسا وبلجيكا ولوكسمبورغ وسويسرا وأفريقيا والعديد من الجزر الأخرى.
في فرنسا، كانت ضمن باقتي كنال سات ونوميريكابل . وفي عام 2014، انضمت إلى باقات ISP، ولكن في عام 2018 أصبحت حصرية على كنال+ مرة أخرى.

#### إيطاليا
في 14 أكتوبر 2007، تم إطلاق القناة الإيطالية على سكاي ايطاليا . وهي متوفرة أيضًا في سويسرا. تم إطلاق البث عالي الدقة في 1 فبراير 2012، وتم إطلاق البث الزمني المتأخرة بساعة +1 في 28 سبتمبر 2014. تم إغلاق القناة في 1 أكتوبر 2022، إلى جانب قناة ناشيونال جيوغرافيك في إيطاليا.

#### إسبانيا
تم إطلاق النسخة الإسبانية في 1 أكتوبر 2011.

### الأمريكتين
تم إطلاق القناة في الولايات المتحدة في 29 مارس 2010، لتحل محل قناة فوكس رياليتي . عبر العديد من الشبكات وقت إطلاقها : تايم وارنر كايبل وكومكاست وكوكس كوميونيكايشنز وVerizon Fios و AT&T U-verse . لم تتوصل Dish Network إلى اتفاقية النقل عند الإطلاق، لكنها بدأت بث القناة في 19 أبريل 2010. لم تكن DirecTV توفر وقت إطلاقها أيضًا، لكنها أضافت القناة إلى تشكيلتها في 30 يونيو2010. أضافت DirecTV البث بجودة عالية في 15 أغسطس 2012 
تم إطلاقها في أمريكا اللاتينية في 1 نوفمبر 2009 وانتهى بثها في 31 مارس 2022، مع انتقال محتواها إلى NatGeo و ديزني+ وستار+ .

## أنظر أيضا
- تلفزيون ناشيونال جيوغرافيك
- الجمعية الجغرافية الوطنية
- شعب نات جيو
- قائمة البرامج التي تبثها قناة Nat Geo Wild

## روابط خارجية
- نات جيو وايلد - الولايات المتحدة
- نات جيو وايلد - أستراليا
- نات جيو وايلد - ألمانيا
- نات جيو وايلد - بولندا
- نات جيو وايلد - رومانيا
- نت جيو وايلد - الشرق الأوسط وشمال أفريقيا